# Dolichoneura
Dolichoneura is een geslacht van vlinders van de familie spanners (Geometridae), uit de onderfamilie Desmobathrinae.

## Soorten
- D. convergens Warren, 1904
- D. eriphyle Schaus, 1912
- D. eutheges Prout, 1932
- D. foveata Prout, 1916
- D. ichnaea Prout, 1932
- D. innotata Warren, 1894
- D. missionis Prout, 1923
- D. nigrinotata Warren, 1906
- D. oxypteraria Guenée, 1858
- D. revisa Prout, 1932
- D. wucherpfennigi Debauche, 1937